# Торчинський Михайло Миколайович
Торчинський Михайло Миколайович (нар. 13 листопада 1958, с. Цівківці, Новоушицький район, Хмельницька область) — український філолог. Доктор філологічних наук, професор, завідувач кафедри української філології Хмельницького національного університету ХНУ. Відомий своїми працями в галузі ономастики, перекладознавства, лексикології. Автор та співавтор наукової термінології в галузі ономастики та «Словника власних географічних назв Хмельницької області».

## Життєпис
Народився у с. Цівківці, Новоушицького району, Хмельницької області.
Батько, Торчинський Микола Іванович, 1932 року народження, помер 2016 року, а мати, Торчинська Марія Семенівна, 1934 року народження, — 2011 року. Більшу частину свого життя батьки пропрацювали у колгоспі на різних роботах.
У 1974—1978 рр. навчався у Хмельницькому педагогічному училищі (отримав кваліфікацію «учитель початкових класів, старший піонервожатий»).
Працював у Великоклітнянській восьмирічній школі Красилівського району Хмельницької області вихователем групи продовженого дня, учителем української мови і літератури, а пізніше — директором школи.
У 1979—1985 рр. навчався в Київському державному університеті імені Т. Г. Шевченка (філологічний факультет, здобув кваліфікацію «філолог, викладач української мови і літератури»).
З грудня 1985 року — асистент кафедри педагогіки і методика початкового навчання Кам'янець-Подільського державного педагогічного університету імені В. П. Затонського.
З 1 вересня 1988 року М. М. Торчинський зарахований на навчання в аспірантуру при кафедрі української мови Київського державного педагогічного інституту імені М. Горького, де під керівництвом доктора філологічних наук, професора Бевзенка С. П. (Бевзенко Степан Пилипович) підготував дисертацію «Ойконімія Південно-Західного Поділля», захищену на здобуття наукового ступеня кандидата філологічних наук зі спеціальності 10.02.02 — українська мова. У дисертаційній роботі схарактеризовано назви населених пунктів південних і частково центральних районів Хмельницької області за семантикою твірної основи, способом творення і мотиваційними відношеннями.
З 1991 року до 2006 року М. М. Торчинський працював в Уманському державному педагогічному інституті імені П. Г. Тичини на посадах старшого викладача кафедри української і російської мов, завідувача кафедри української мови (із 1997 до 2004 р). Протягом 2005—2006 рр. — директор Інституту філології та суспільствознавства Уманського державного педагогічного університету імені Павла Тичини. За період роботи в УДПУ імені Павла Тичини здійснив 136 публікацій (з них 14 посібників, методичних рекомендацій, довідників, словників тощо) і взяв участь у роботі 28 науково-практичних конференцій. Під науковим керівництвом М. М. Торчинського захистили дисертації на здобуття наукового ступеня кандидата філологічних наук Коломієць І.І. (2003 р.), Герета Н.М. (2004 рік), Гонца І.С. (2006 р.) і Фернос Ю. І. (2008 р.).
У 2004—2007 рр. — навчання в докторантурі при кафедрі сучасної української мови Київського національного університету імені Т. Г. Шевченка (науковий консультант — доктор філологічних наук, професор Мойсієнко А. К.). Дисертацію «Онімна лексика української мови: типологія, структура і функціонування»  на здобуття наукового ступеня доктора філологічних наук зі спеціальності 10.02.01 — українська мова захищено 17 лютого 2010 року на засіданні спеціалізованої вченої ради у КНУ ім. Т. Г. Шевченка. У дисертації оновлено класифікаційну структуру онімного простору української мови, розроблено нову схему аналізу власних назв, значно розширено терміносистему української ономастики.
З 1 вересня 2006 року М. М. Торчинський зарахований на посаду доцента кафедри української філології Хмельницького національного університету; із 27 березня 2007 року — на посаду професора, а з 1 грудня 2010 року — на посаду завідувача цієї кафедри. Учене звання професора кафедри української філології М. М. Торчинському було присвоєне 1 липня 2011 року.
9 листопада 2011 створив при студентському літературному театрі «Глорія» Хмельницького національного університету Літературний клуб «Роса» — об'єднання поетів та прозаїків та став його науковим керівником. У 2015 став координатором і науковим консультантом студентського літературного театру «Глорія».
Дружина, Торчинська Наталія Миколаївна, — кандидат філологічних наук, доцент, завідувач кафедри слов'янської філології Хмельницького національного університету.

## Курси
Веде курси «Сучасна українська літературна мова», «Українська ономастика»; «Культура наукової мови»; «Проблемні питання української мови»; «Методологія та організація наукових досліджень», «Топоніми Поділля».[джерело?]

## Наукові праці
- Ономастичні студії в Україні (дисертаційні дослідження, захищені у другій половині ХХ — на початку XXI століть): бібліогр.-інформ. довід. / М. М. Торчинський ; Уман. держ. пед. ун-т ім. П. Тичини, Ін-т філології та суспільствознавства. — Хмельницький: ХНУ, 2007. — 123 с.
- Словник власних географічних назв Хмельницької області / Н. М. Торчинська, М. М. Торчинський ; Хмельниц. нац. ун-т. — Хмельницький: Авіст, 2008. — 549 с. http://elar.khnu.km.ua/jspui/handle/123456789/4380
- Структура онімного простору української мови: монографія / М. М. Торчинський ; Київ. нац. ун-т ім. Тараса Шевченка. — Хмельницький: Авіст, 2008. — 548 с. http://elar.khnu.km.ua/jspui/handle/123456789/4383
- Структура онімного простору української мови: [монографія] / М. М. Торчинський. — Хмельницький: ХНУ, 2009 . Ч. 2 : Функціонування власних назв. — Хмельницький, 2009. — 374 с.
- Українська ономастика: навч. посіб. / М. М. Торчинський. — К. : Міленіум, 2010. — 238 с.http://www.irbis-nbuv.gov.ua/cgi-bin/irbis_nbuv/cgiirbis_64.exe?I21DBN=LINK&P21DBN=UJRN&Z21ID=&S21REF=10&S21CNR=20&S21STN=1&S21FMT=ASP_meta&C21COM=S&2_S21P03=FILA=&2_S21STR=apftp_2013_6(1)__29